# Castel Borello
Il Castel Borello è un castello che sorge vicino a Bussoleno, in val di Susa (Città metropolitana di Torino).

## Storia
Del castello si hanno notizie nel XIV secolo, ma la sua costruzione è probabilmente precedente, forse del XII secolo; appartenne in un primo tempo ai signori Borello e serviva come rifugio dalle guerre per le popolazioni locali.
Il castello, nel corso dei secoli, passò agli Aschieri, ai Bartolomei e ai Rotari di Susa. Durante la peste del 1630 il medico Fiocchetto, allora proprietario del castello, si prodigò grandemente per la cura dei malati.
L'edificio è stato la sede dalla Società Meteorologica Italiana, in seguito trasferitasi a Moncalieri.

## Descrizione
Il castello è un edificio a pianta quadrangolare. La costruzione è in pietra, con grandi feritoie e tetto in lose. Le finestre sono protette da inferriate. L'edificio si raggiunge dalla frazione di Bussoleno Baroni, a circa 3 km di distanza dal centro comunale.